# ألفارو سابوريو
ألفارو ألبيرتو سابوريو تشاكون (بالإسبانية: Álvaro Alberto Saborío Chacón) (مواليد 25 مارس 1982 في سيوداد كيسادا) لاعب كرة قدم كوستاريكي دولي يجيد اللعب في خط الهجوم. يلعب حاليا لصالح نادي ريال سالت ليك الأمريكي منذ 2010.

## روابط خارجية
- ألفارو سابوريو على موقع الاتحاد الدولي (مؤرشف)  (الإنجليزية)
- ألفارو سابوريو على موقع الدوري الأمريكي (الإنجليزية)
- ألفارو سابوريو على موقع قاعدة بيانات كرة القدم.إي يو (الإنجليزية)
- ألفارو سابوريو على موقع ناشيونال فوتبول تيمز (الإنجليزية)
- ألفارو سابوريو على موقع Soccerway.com (الإنجليزية)
- ألفارو سابوريو على موقع عالم كرة القدم.نت (الإنجليزية)
- ألفارو سابوريو على موقع أوليمبيديا (الإنجليزية)
- ألفارو سابوريو على موقع AS.com (الإسبانية)